# Allium gunibicum
Allium gunibicum là một loài thực vật có hoa trong họ Amaryllidaceae. Loài này được Miscz. ex Grossh. mô tả khoa học đầu tiên năm 1928.